# Chicago Film Critics Association Award/Vielversprechendster Darsteller
Gewinner des Chicago Film Critics Association-Awards in der Kategorie  Vielversprechendster Darsteller (Most Promising Actor). Die US-amerikanische Filmkritikervereinigung vergab zwischen 1988 und 2000 alljährlich Mitte Dezember ihre Auszeichnungen für die besten Filmproduktionen und Filmschaffenden des laufenden Kalenderjahres bekannt. Diese wurden wie bei der Oscar- oder Golden-Globe-Verleihung aus fünf Nominierten ausgewählt. Ebenfalls zwischen 1988 und 2000 existierte die Kategorie vielversprechendste Darstellerin. Seit 2000 wird geschlechtsneutral der vielversprechendste Performer (Most Promising Performer) geehrt.
| Jahr | Preisträger     | Filmtitel                                                      | Deutscher Titel                                                    |
| ---- | --------------- | -------------------------------------------------------------- | ------------------------------------------------------------------ |
| 1988 | Eric Bogosian   | Talk Radio                                                     | Talk Radio                                                         |
| 1989 | John Cusack     | Say Anything...                                                | Teen Lover                                                         |
| 1990 | Macaulay Culkin | „Home Alone“                                                   | Kevin – Allein zu Haus                                             |
| 1991 | Ice Cube        | Boyz n the Hood                                                | Boyz n the Hood – Jungs im Viertel                                 |
| 1992 | Chris O’Donnell | Scent of a Woman                                               | Der Duft der Frauen                                                |
| 1993 | Ralph Fiennes   | Schindler’s List                                               | Schindlers Liste                                                   |
| 1994 | Hugh Grant      | Four Weddings and a Funeral                                    | Vier Hochzeiten und ein Todesfall                                  |
| 1995 | Greg Kinnear    | Sabrina                                                        | Sabrina                                                            |
| 1996 | Edward Norton   | Primal Fear/Everyone says I Love you/The people vs Larry Flynt | Zwielicht/Alle sagen: I love you/Larry Flynt – Die nackte Wahrheit |
| 1997 | Matt Damon      | Good Will Hunting                                              | Good Will Hunting                                                  |
| 1998 | Joseph Fiennes  | Shakespeare in Love                                            | Shakespeare in Love                                                |
| 1999 | Wes Bentley     | American Beauty                                                | American Beauty                                                    |
| 2000 | Patrick Fugit   | Almost Famous                                                  | Almost Famous – Fast berühmt                                       |